# Urtė Baikštytė
Urtė Baikštytė (* 8. Mai 1999 in Šiauliai) ist eine litauische Leichtathletin, die sich auf den Hochsprung spezialisiert hat.

## Leben
Nach dem Abitur 2017 am Julius-Janonis-Gymnasium Šiauliai absolvierte sie ab 2017 das Bachelorstudium Sport an der Sportuniversität Litauens in der zweitgrößten litauischen Stadt Kaunas.
Ihr Bruder Juozas Baikštys (* 1998) ist ein  Leichtathlet, der sich auch auf den Hochsprung spezialisiert hat.

## Sportliche Laufbahn
Ihr erstes internationales Turnier bestritt Urtė Baikštytė bei beim Europäischen Olympischen Jugendfestival (EYOF) 2015 in Tiflis, bei dem sie mit übersprungenen 1,74 m den fünften Platz belegte. Im Jahr darauf gewann sie dann bei den erstmals ausgetragenen Jugendeuropameisterschaften in Tiflis mit 1,79 m die Silbermedaille und 2017 schied sie bei den U20-Europameisterschaften in Grosseto mit 1,73 m in der Qualifikation aus. 2018 erreichte sie bei den U20-Weltmeisterschaften in Tampere mit einer Höhe von 1,87 m Rang sechs. 2021 siegte sie mit 1,89 m beim Kladno hází a Kladenské Memoriály und im Jahr darauf siegte sie mit 1,91 m beim „Filahtlitikos Kallithea“, ehe sie bei den Weltmeisterschaften in Eugene mit 1,86 m in der Qualifikationsrunde ausschied. Auch bei den Europameisterschaften in München verpasste sie mit 1,78 m den Finaleinzug, wie auch bei den Halleneuropameisterschaften 2023 in Istanbul mit 1,82 m. Im August schied sie bei den World University Games in Chengdu mit 1,75 m in der Vorrunde aus. Im Jahr kam sie bei den Europameisterschaften in Rom mit 1,81 m nicht über die Vorrunde hinaus.
In den Jahren 2020 und 2023 wurde Baikštytė litauische Meisterin im Hochsprung im Freien sowie 2018, 2020 und 2022 in der Halle.